# Kim Yong-man

Kim Yong-man es un poeta coreano.

## Biografía
Nacido en 1940 en Buyeon, provincia de Chungcheong del Sur, Corea del Sur, dice sentirse de varios lugares, como de la provincia  de Jeolla del Sur y de la provincia de Gangwon, además de la capital, Seúl.
Se mudó a menudo de un lugar a otro, desempeñando diferentes trabajos. Nacido en una familia muy pobre, terminó la educación secundaria, pero no pudo ir a la universidad. Trabajó como policía, aunque más tarde se graduó y hasta obtuvo un máster universitario. Participó en la represión de las manifestaciones por la democracia de los estudiantes universitarios cuando era policía. Fua asignado a una comisaría de policía regional, donde tenía que vigilar a los prisioneros encerrados en el calabozo.
Después de abandonar la policía, abrió varios negocios, con los que consiguió ganar una cantidad sustancial de dinero. Su experiencia en el negocio de la hostelería le inspiró para la novela La madre de Neungsoo del restaurante de Chuncheon. Fue la incapacidad de ser feliz solo con el éxito material lo que le llevó a escribir. Debutó en 1989 con la novela corta Cuchillo de plata ornamental, que se publicó en la renombrada publicación mensual Literatura Contemporánea (Hyundae Munhak). La pobreza de su familia, su historial de oficios y el esfuerzo que realizó en la vida le sirvieron como excelentes fuentes de inspiración para su obra.

## Obra
Las obras de Kim Yong-man tienen la capacidad de hacer que el lector se cuestione la naturaleza de la vida. El tipo de vida que contempla es bastante diferente que las vidas fingidas de felicidad que hay en la sociedad. Hablando de forma metafórica, el escritor considera que la vida es un cubo de basura mientras que el ser humano no es adecuado para la grandeza metafísica. Quizá esta es la razón por la que en Las mujeres que aman a los monstruos, una mujer aparentemente virtuosa es violada por un ladrón y se queda embarazada, pero aguanta y cría al hijo para después llamarse a sí misma "puta". Desde la perspectiva del autor, se puede describir a los seres humanos como ladrones o putas. Además, piensa que se puede descubrir la verdadera naturaleza de las personas a través del pecado. Por eso lo que Kim Yong-man desprecia es la vulgaridad, pero no el pecado. En su primer recopilación de relatos cortos Tú eres mi mujer, hace una clara distinción entre el pecado y la vulgaridad.

## Obras en coreano (lista parcial)
Recopilaciones de relatos cortos
- Tu eres mi mujer (1992)
- Mi esposa ha empuñado el cuchillo (2006)

Novelas
- Filo y luz solar (1993)
- La era humana (1993)
- Las mujeres que aman a los monstruos (2008)
- La madre de Nengsoo del restaurante de Chuncheon (2009)

Recopilaciones
- Espacio virtual de la madre (2010)

## Premios
- Premio Park Young-joon de literatura (2002)
- Premio internacional de literatura PEN ([La mujer que ama a los monstruos], 2008)
- Premio Kyunghee de literatura  ([Espacio virtual de la madre], 2010)